# Prátr (park)

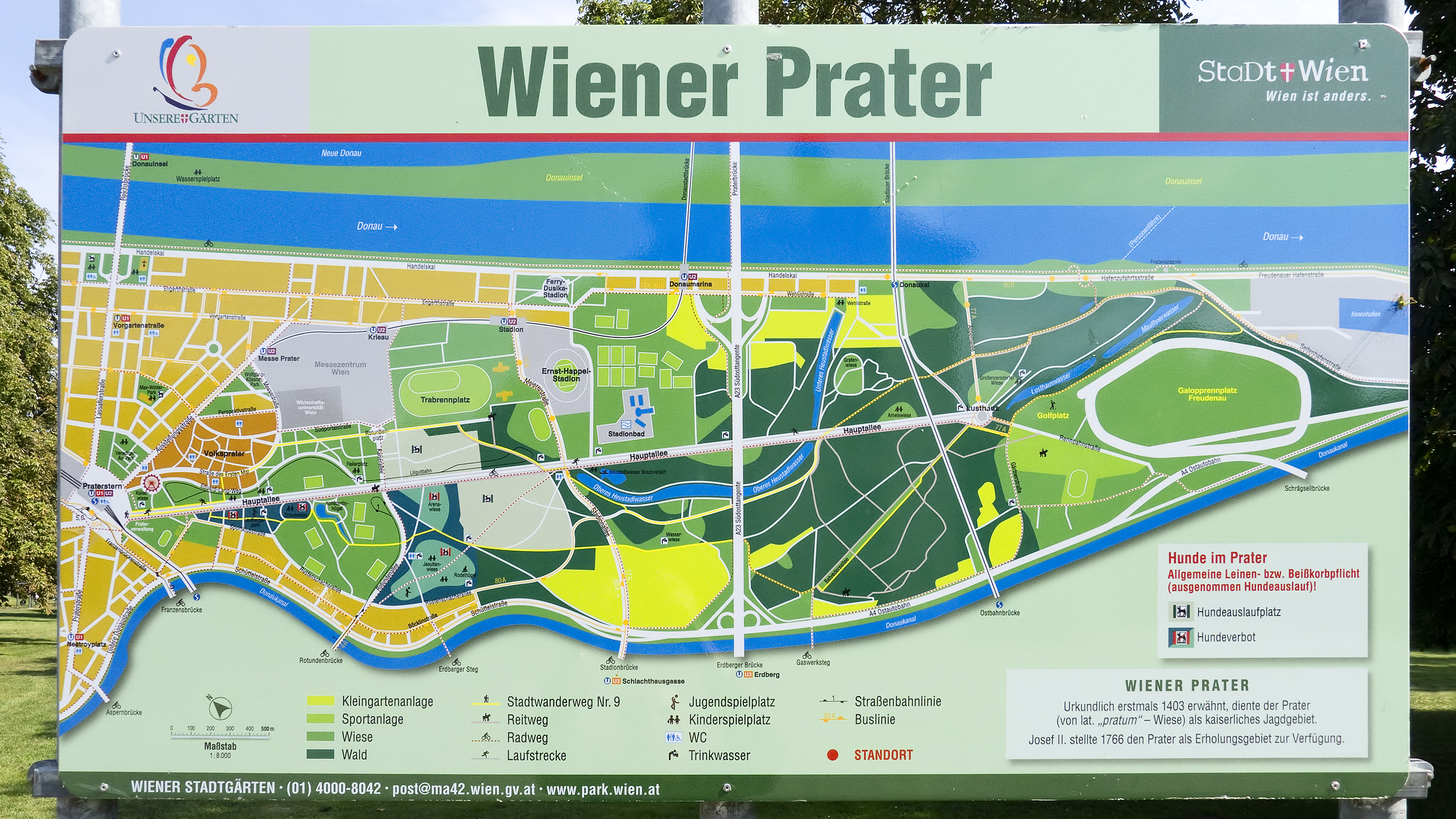
Informační tabule

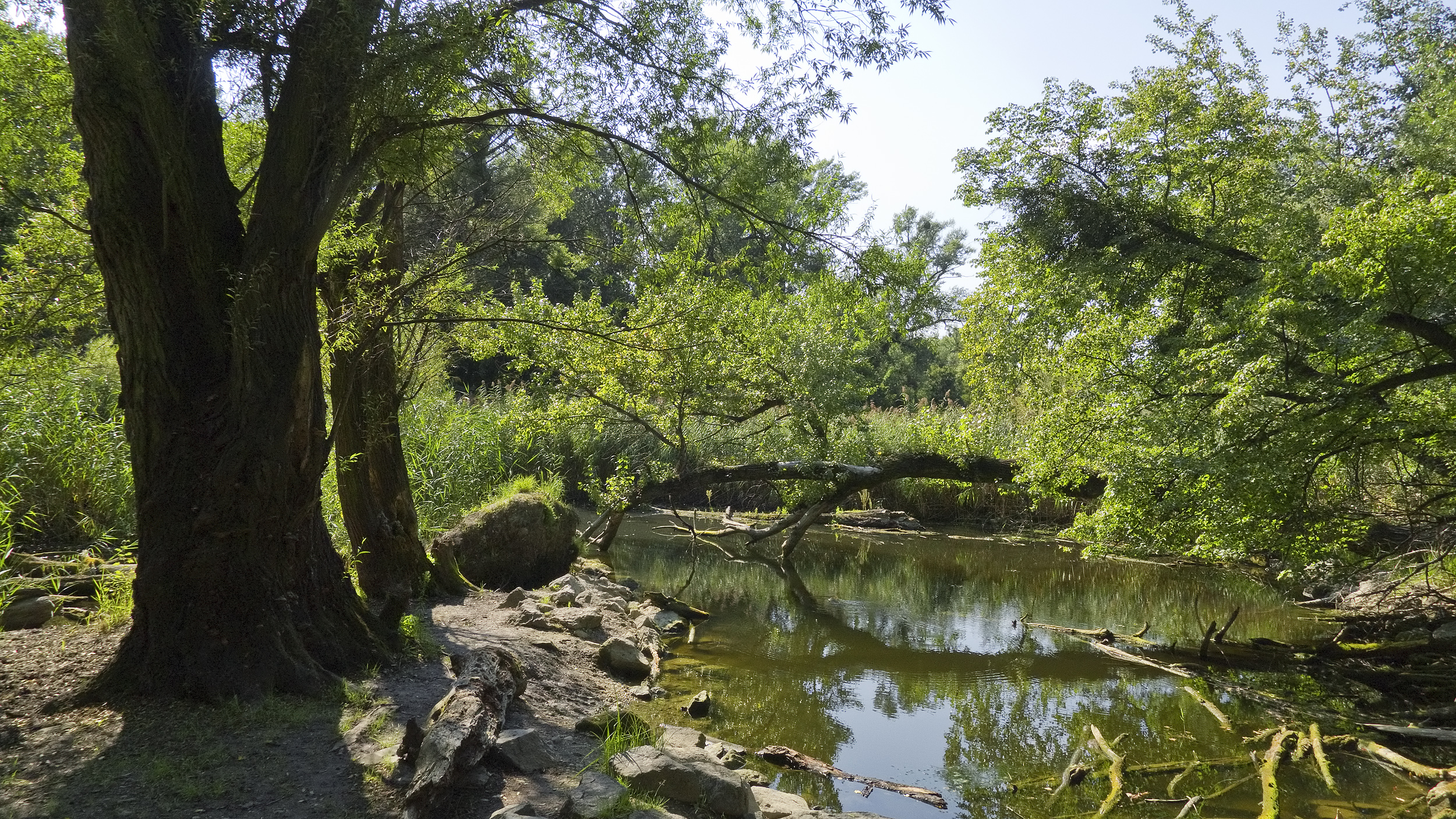
Slepé rameno Mauthnerwasser

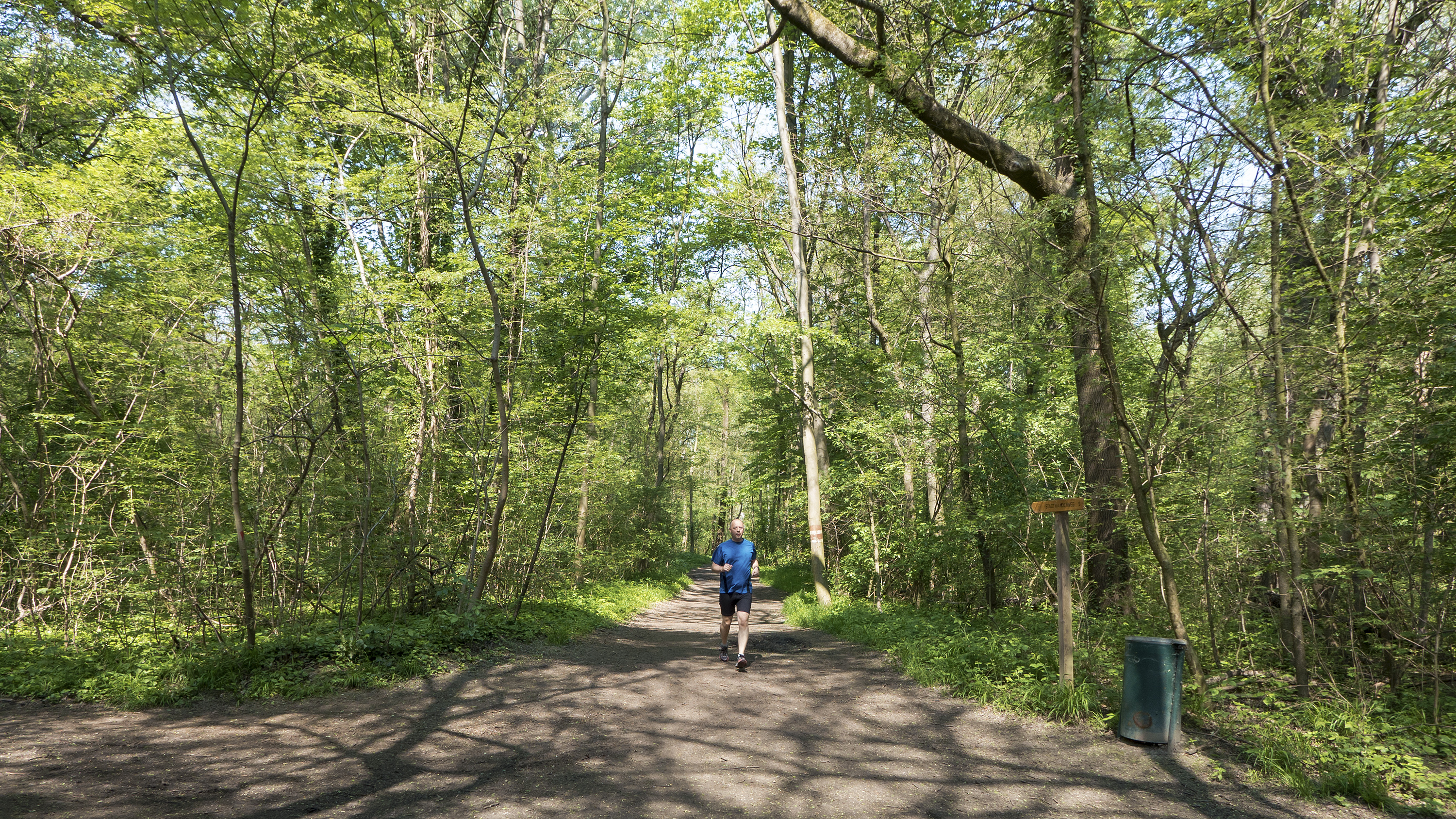
Jihovýchodní část Prátru

Prátr (německy Wiener Prater) je velký veřejný rekreační park, jenž se rozkládá mezi Dunajem a Dunajským kanálem na ploše asi 6 km2 v 2. vídeňském obvodu Leopoldstadt. V jeho severozápadní části se nachází známý zábavní park, který v češtině přejal jeho jméno (Prátr), v němčině se však nazývá Wurstelprater. Ve skutečnosti tvoří jen malou část parku.

## Historie
První písemná zmínka o oblasti, v níž se rozkládá moderní Prátr, pochází z roku 1162, kdy ji rakouský vévoda Fridrich I. Babenberský daroval šlechtickému rodu de Prato. Výraz Prater byl poprvé použit v roce 1403 a původně se vztahoval k malému ostrůvku v toku Dunaje severně od dnešního zimního přístavu Freudenau. Postupně se však začal používat i pro sousedící oblasti.
Pozemek často měnil majitele, až jej v roce 1560 zakoupil císař Maxmilián II. jako honitbu pro pořádání loveckých kratochvílí. Císař Rudolf II. pak zakázal vstup na území Prátru ve snaze vypořádat se s pytláky.
Dne 7. dubna 1766 prohlásil císař Josef II. Prátr za veřejně přístupný prostor, který má sloužit pro zábavu veřejnosti, a povolil zde zřídit kavárny a občerstvení. To vedlo posléze ke vzniku zábavního Wurstelprateru. Po celou dobu, až do roku 1920, sloužil Prátr současně i k lovu.
V roce 1873 se v Prátru konala Světová výstava. Bylo to vůbec poprvé, kdy se tato významná akce konala mimo Londýn nebo Paříž. Pro výstavu byl vyčleněn prostor kolem výstavního pavilonu Rotunda, jenž byl 84 m vysoký a průměr jeho základny činil 108 m, v roce 1937 však vyhořel. Na pozemku tehdejšího výstaviště se dnes nachází výstavní prostor zvaný Messegelände.
V roce 2004 se začalo s renovací zábavní části parku, Wurstelprateru. 11. května 2008 byl zprovozněn nový úsek U2 vídeňského metra se třemi stanicemi podél parku. Nedaleko vchodu do parku stojí i Nádraží Wien Praterstern, odkud lze dojet vlakem i do Brna či Prahy.
Během let se celková plocha parku zmenšila díky výstavbě Praterstadionu, dnes Stadion Ernsta Happela, který je největší v Rakousku, takzvané Südosttangente neboli dálnici A23 a Závodišti v Krieau (Trabrennbahn Krieau).
V roce 2013 byl v sousedství parku zprovozněn kampus Vídeňské obchodní univerzity.

## Další atrakce

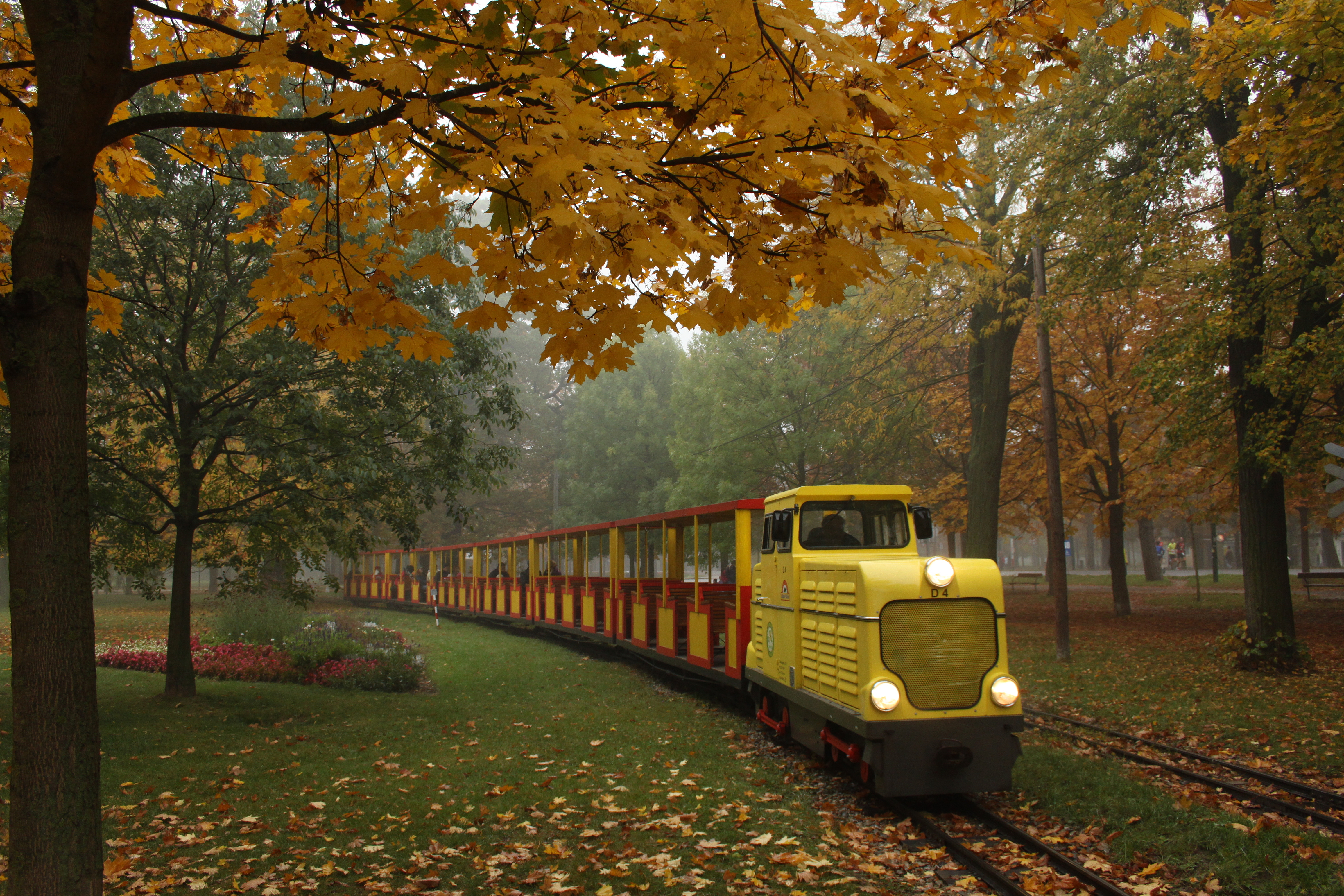
Lokomotiva D4 miniželeznice v Prátru

Hlavní třídou parku je Hauptallee lemovaná kaštany a uzavřená pro motoristy. Každoročně se zde pořádá Vídeňský maraton a půlmaraton. Parkem vede i trať zdejší miniželeznice. Dalším nevšedním objektem, s nímž se zde může návštěvník setkat, je kulatý dům „Republiky Kugelmugel“. V Prátru je také planetárium a Muzeum Prátru.